# William Buller (Rennfahrer)

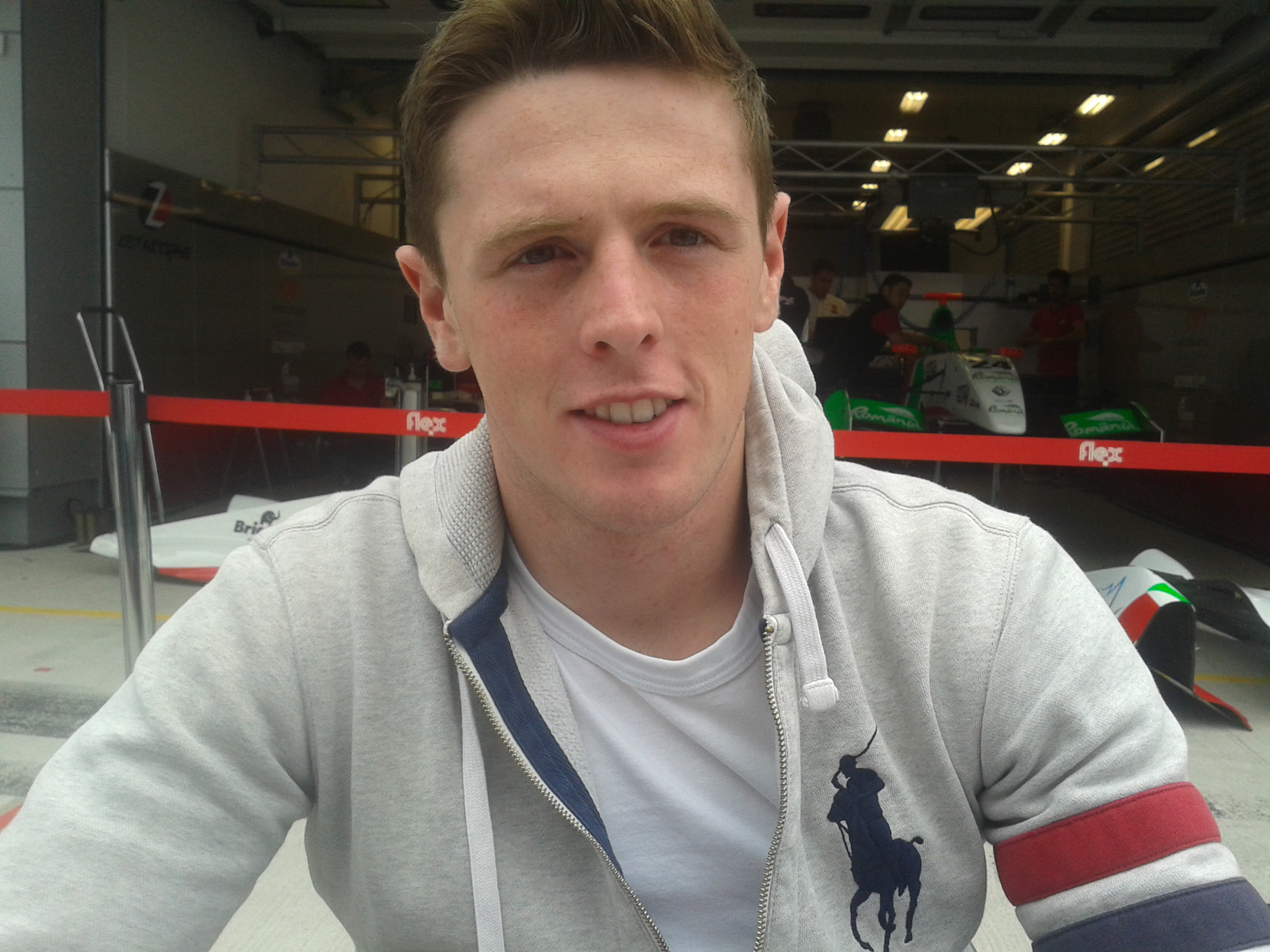
William Buller (2013)

William Buller (* 17. September 1992 in Scarva, County Down) ist ein britischer Automobilrennfahrer. Er trat 2015 in der Super Formula an.

## Karriere
Nachdem Buller seine Motorsportkarriere im Kartsport begonnen hatte, wechselte er 2007 in die T-Cars-Serie, in der Rennfahrer im Alter von 14 bis 17 mit Limousinen unterwegs waren, und wurde auf Anhieb Vizemeister hinter Daniel Brown. 2008 wechselte er in den Formelsport und startete in der europäischen Formel BMW. Mit einem vierten Platz als bestes Resultat wurde er Zwölfter in der Meisterschaft. Darüber hinaus startete er bei einigen Rennen in verschiedenen Rennserien. Im Winter 2008/2009 trat er in der neuseeländischen Toyota Racing Series an und wurde mit zwei Siegen Zehnter in der Gesamtwertung. Anschließend nahm er erneut an der europäischen Formel BMW teil und verbesserte sich mit einem dritten Platz als bestes Ergebnis auf den zehnten Gesamtrang. Außerdem absolvierte er einen Gaststart in der pazifischen Formel BMW, bei dem er als erster ins Ziel kam.
Nachdem er das F3 Brazil Open 2010 gewonnen hatte, wechselte er 2010 in die britische Formel-3-Meisterschaft zu Hitech Racing. Mit zwei zweiten Platz als beste Resultate belegte er den achten Gesamtrang. 2011 blieb Buller in der britischen Formel-3-Meisterschaft und wechselte zu Fortec Motorsport. Mit drei Siegen beendete er die Saison auf dem vierten Platz in der Fahrerwertung. Buller war der einzige nicht-Carlin-Pilot auf den ersten sechs Positionen.
2012 ging Buller für Carlin in der GP3-Serie und der Formel-3-Euroserie an den Start. In der Formel-3-Euroserie gewann Buller in dieser Saison zwei Rennen und belegte den fünften Gesamtrang. Er wurde 2012 zudem in der europäischen Formel-3-Meisterschaft gewertet. Dort lag er auf dem sechsten Platz. In der GP3-Serie erreichte Buller mit einem Sieg den 15. Rang in der Fahrerwertung. Damit unterlag er seinem Teamkollegen António Félix da Costa, der Dritter wurde. 2013 wechselte Buller zu ThreeBond with T-Sport und ging zunächst in der europäischen Formel-3-Meisterschaft an den Start. Nach den ersten vier Rennwochenenden verließ Buller seinen Rennstall und absolvierte die fünfte Veranstaltung für Fortec Motorsport. Anschließend verließ er die Serie. Mit einem vierten Platz als bestem Resultat wurde er in der Gesamtwertung 16. Buller stieg schließlich für Zeta Corse zum fünften Rennwochenende in die Formel Renault 3.5 ein. Dort waren drei fünfte Plätze seine besten Ergebnisse. Er schloss die Saison auf dem elften Meisterschaftsplatz ab. Darüber hinaus war Buller 2013 für Fortec Motorsport in der britischen Formel 3 aktiv. Mit zwei Siegen und insgesamt sechs Podest-Platzierungen erreichte er den dritten Gesamtrang.

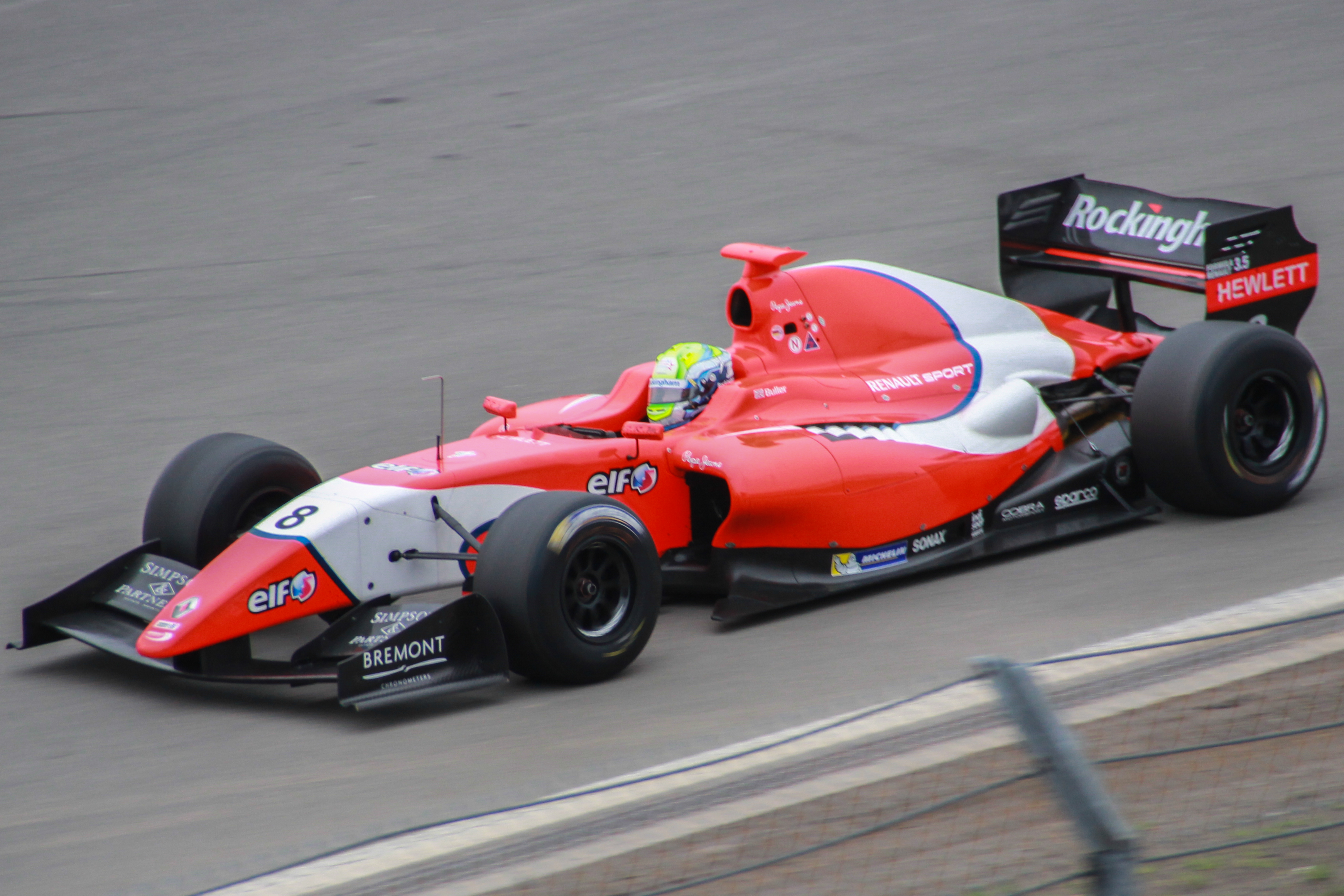
William Buller beim ersten Rennen der Formel Renault 3.5 auf dem Nürburgring 2014

2014 blieb Buller in der Formel Renault 3.5 und wechselte zu Arden Motorsport. Außer einem vierten Platz beim ersten und einen dritten Platz beim letzten Rennen kam er nie über den zehnten Platz hinaus ins Ziel. Buller beendete die Saison auf dem 16. Platz im Gesamtklassement und unterlag seinem Teamkollegen Pierre Gasly, der Zweiter wurde, mit 30 zu 192 Punkten deutlich. Darüber hinaus trat er zum Macau Grand Prix sowie als Gaststarter zu einer Veranstaltung der europäischen Formel-3-Meisterschaft an.
2015 wechselte Buller nach Japan in die Super Formula zu Kondō Racing. Vier 13. Plätze waren seine besten Ergebnisse.
2016 nahm Buller für RP Motorsport an zwei Rennen der Formel V8 3.5, der umbenannten Formel Renault 3.5, teil. Zudem fuhr er für Carlin ein Rennwochenende der europäischen Formel-3-Meisterschaft.

## Statistik

### Karrierestationen
| - 2007: T Cars (Platz 2) - 2008: Europäische Formel BMW (Platz 12) - 2008: Portugiesische Formel Renault, Winterserie (Platz 5) - 2008: Britische Formel Renault, Winterserie (Platz 5) - 2009: Toyota Racing Series (Platz 10) - 2009: Europäische Formel BMW (Platz 10) - 2010: Britische Formel 3 (Platz 8) | - 2011: Britische Formel 3 (Platz 4) - 2012: GP3-Serie (Platz 15) - 2012: Formel-3-Euroserie (Platz 5) - 2012: Europäische Formel 3 (Platz 6) - 2013: Europäische Formel 3 (Platz 16) - 2013: Formel Renault 3.5 (Platz 11) - 2013: Britische Formel 3 (Platz 3) | - 2014: Formel Renault 3.5 (Platz 16) - 2015: Super Formula - 2016: Europäische Formel 3 - 2016: Super Formula - 2016: Formel V8 3.5 (Platz 16) |

### Einzelergebnisse in der europäischen Formel-3-Meisterschaft
| Jahr | Team                   | Motor            | 1   | 2   | 3   | 4   | 5   | 6   | 7   | 8   | 9   | 10  | 11  | 12  | 13  | 14  | 15  | 16  | 17  | 18  | 19  | 20  | 21  | 22  | 23  | 24  | 25  | 26  | 27  | 28  | 29  | 30  | 31  | 32  | 33  | Punkte | Rang |
| ---- | ---------------------- | ---------------- | --- | --- | --- | --- | --- | --- | --- | --- | --- | --- | --- | --- | --- | --- | --- | --- | --- | --- | --- | --- | --- | --- | --- | --- | --- | --- | --- | --- | --- | --- | --- | --- | --- | ------ | ---- |
| 2012 | Carlin                 | Volkswagen       | HO1 | HO1 | PAU | PAU | BRH | BRH | SPI | SPI | NOR | NOR | SPA | SPA | NÜR | NÜR | ZAN | ZAN | VAL | VAL | HO2 | HO2 |     |     |     |     |     |     |     |     |     |     |     |     |     | 137    | 6.   |
| 2012 | Carlin                 | Volkswagen       | 4   | 6   |     |     | 15  | 2   | 8   | 2   | 2   | 18  |     |     | 10  | 2   | 8   | 2   | 6   | 9   | 6   | DNF |     |     |     |     |     |     |     |     |     |     |     |     |     | 137    | 6.   |
| 2013 | ThreeBond with T-Sport | Threebond Nissan | MON | MON | MON | SIL | SIL | SIL | HO1 | HO1 | HO1 | BRH | BRH | BRH | SPI | SPI | SPI | NOR | NOR | NOR | NÜR | NÜR | NÜR | ZAN | ZAN | ZAN | VAL | VAL | VAL | HO2 | HO2 | HO2 |     |     |     | 39     | 16.  |
| 2013 | ThreeBond with T-Sport | Threebond Nissan | 4   | DNF | 7   | 7   | 9   | 5   | 9   | 11  | 17  | 9   | 9   | 12  | 14  | 16  | 14  |     |     |     |     |     |     |     |     |     |     |     |     |     |     |     |     |     |     | 39     | 16.  |
| 2014 | Signature              | Volkswagen       | SIL | SIL | SIL | HO1 | HO1 | HO1 | PAU | PAU | PAU | HUN | HUN | HUN | SPA | SPA | SPA | NOR | NOR | NOR | MOS | MOS | MOS | SPI | SPI | SPI | NÜR | NÜR | NÜR | IMO | IMO | IMO | HO2 | HO2 | HO2 | –      | –    |
| 2014 | Signature              | Volkswagen       |     |     |     |     |     |     |     |     |     |     |     |     |     |     |     |     |     |     |     |     |     |     |     |     |     |     |     | DNF | DNF | 6   |     |     |     | –      | –    |
| 2016 | Carlin                 | Volkswagen       | LEC | LEC | LEC | HUN | HUN | HUN | PAU | PAU | PAU | SPI | SPI | SPI | NOR | NOR | NOR | ZAN | ZAN | ZAN | SPA | SPA | SPA | NÜR | NÜR | NÜR | IMO | IMO | IMO | HOC | HOC | HOC |     |     |     | 0      | –    |
| 2016 | Carlin                 | Volkswagen       |     |     |     |     |     |     |     |     |     |     |     |     | DNF | DNF | 12  |     |     |     |     |     |     |     |     |     |     |     |     |     |     |     |     |     |     | 0      | –    |

Anmerkungen
1. ↑  Gaststarter

### Einzelergebnisse in der Formel Renault 3.5 / Formel V8 3.5
| Jahr | Team             | 1   | 2   | 3   | 4   | 5   | 6   | 7   | 8   | 9   | 10  | 11  | 12  | 13  | 14  | 15  | 16  | 17  | 18  | Punkte | Rang |
| ---- | ---------------- | --- | --- | --- | --- | --- | --- | --- | --- | --- | --- | --- | --- | --- | --- | --- | --- | --- | --- | ------ | ---- |
| 2013 | Zeta Corse       | MNZ | MNZ | ALC | ALC | MON | SPA | SPA | MOS | MOS | SPI | SPI | HUN | HUN | LEC | LEC | CAT | CAT |     | 46     | 11.  |
| 2013 | Zeta Corse       |     |     |     |     |     |     |     | 5   | 20  | 6   | 5   | DNF | 16  | 8   | 8   | 5   | DNF |     | 46     | 11.  |
| 2014 | Arden Motorsport | MNZ | MNZ | ALC | ALC | MON | SPA | SPA | MOS | MOS | NÜR | NÜR | HUN | HUN | LEC | LEC | JRZ | JRZ |     | 30     | 16.  |
| 2014 | Arden Motorsport | 4   | DNF | DNF | DNF | 16  | 11  | 12  | 11  | 10  | DNF | 10  | 19  | DNF | 17  | 10  | DNF | 3   |     | 30     | 16.  |
| 2016 | RP Motorsport    | ALC | ALC | HUN | HUN | SPA | SPA | LEC | LEC | SIL | SIL | SPI | SPI | MNZ | MNZ | JER | JER | CAT | CAT | 7      | 16.  |
| 2016 | RP Motorsport    |     |     |     |     |     |     |     |     |     |     |     |     | 10  | 7   |     |     |     |     | 7      | 16.  |

### Einzelergebnisse in der Super Formula
| Jahr | Team         | Motor  | 1   | 2   | 3   | 4   | 5   | 6   | 7   | 8   | Punkte | Rang |
| ---- | ------------ | ------ | --- | --- | --- | --- | --- | --- | --- | --- | ------ | ---- |
| 2015 | Kondō Racing | Toyota | SU1 | OKA | FUJ | MOT | AUT | SUG | SU2 | SU2 | 0      | –    |
| 2015 | Kondō Racing | Toyota | 14  | 13  | 14  | 13  | 18  | 15  | 13  | 13  | 0      | –    |